# Arcipelago Petuchovskij
L'arcipelago Petuchovskij o arcipelago di Petuchov (russo: Петуховский архипелаг) è un gruppo di isole russe situate nel mare della Pečora che fanno parte dell'arcipelago della Novaja Zemlja. Amministrativamente l'arcipelago fa parte dell'Oblast' di Archangel'sk.

## Geografia
L'arcipelago si trova a sud dell'isola Južnyj, più precisamente: a sud della grande penisola Rusanova (полуостров Русанова) e a ovest della Terra di Kusov.

## Le isole
- Bol'šoj Olenij (Большой Олений, "isola grande del cervo"), si trova al centro del gruppo, immediatamente a sud della penisola Rusanova (70°32′48.7″N 56°28′03.6″E); è la maggiore isola dell'arcipelago, con una lunghezza di circa 9 km e una larghezza di 5 km[1]. L'isola è divisa in due parti, la parte nord-orientale, collegata da un braccio di terra, è di fatto una grande penisola, la penisola Tichomirova (полуостров Тихомирова), che con i suoi 55 m di altezza[2] è il punto più alto di tutto l'arcipelago. Sull'isola ci sono molti piccoli laghi; tra Bol'šoj Olenij e la penisola Rusanova ci sono molte isolette senza nome. La mappa riporta che sulla sua costa sud-occidentale c'è un'isba[2].
- Malyj Olenij (Малый Олений, "piccola isola del cervo"), situata circa 2,5 km a sud-est di Bol'šoj Olenij (70°31′12.32″N 56°39′06.08″E), è la seconda isola dell'arcipelago per grandezza; è lunga circa 7,1 km e larga fino a un massimo di 3 km[1]; ha un'altezza di 38 m[2] nella parte settentrionale. L'isola ha una strozzatura centrale che la divide quasi in due parti, ha un grande lago al centro e altri laghetti minori; sulla costa orientale è molto frastagliata con piccoli golfi e insenature.
- Isola Bratkov (Остров Братков, "isola del compare"), piccola isoletta a sud di Britvin.
- Isola di Britvin (Остров Бритвин), situata circa 4 km[1] a sud-ovest di Bol'šoj Olenij, si trova a ovest dell'isola Puchovyj (70°30′17.9″N 56°19′17.08″E). L'isola è alta 22 m[2]; vicino alla sua costa sud-orientale ci sono quattro piccoli isolotti senza nome.
- Isola Cvetnoj (Остров Цветной, "isola colorata"), piccola isola a nord-ovest di Bol'šoj Olenij (70°34′01.11″N 56°20′41.138″E).
- Isole Čërnye (Острова Чёрные, "isole nere"), 3 piccole isolette a est della penisola Tichomirova (70°33′05.17″N 56°38′11.69″E), nel golfo di Pachtusov (залив Пахтусова).
- Isole Krasnye (Острова Красные, "isole rosse"), 2 isole situate circa 3,1 km[1] a est di Malyj Olenij, tra quest'ultima e la Terra di Kusov (70°30′08″N 56°48′44.51″E).
- Isola Ozernoj, arcipelago Petuchovskij (Остров Озерной, Петуховский архипелаг; "isola separata, tagliata"), l'isola che misura circa 1,3 km per 1 km[1], si trova circa 2,2 km[1] a ovest di Bol'šoj Olenij (70°33′25.74″N 56°17′08.54″E). Sull'isola ci sono tre piccoli laghi.
- Isole Petuchi (Острова Петухи, "isole dei galli"), 5 isole vicine alla costa meridionale di Bol'šoj Olenij (70°31′08.2″N 56°28′11.02″E). Le due più grandi misurano circa 1 km e 500 m[1] rispettivamente, le altre 3 sono degli isolotti.
- Isola Puchovyj, arcipelago Petuchovskij (Остров Пуховый, Петуховский архипелаг), lunga circa 3,6 km[1], ha un'altezza di 26 m[2]. L'isola si trova a sud di Bol'šoj Olenij (70°29′50.67″N 56°25′52.59″E).
- Isole Pyniny (Острова Пынины), il gruppo di 4 isole è il più meridionale dell'arcipelago Petuchovskij e di tutta la Novaja Zemlja; è composto da una piccola isola rotondeggiante, alta 5 m[2], con un piccolo isolotto ad ovest e altri due a est.
- Isola Trojnoj (Остров Тройной, "isola tripla"), piccolo isolotto a nord di Malyj Olenij, al centro del golfo di Pachtusov (70°33′14.327″N 56°44′15.37″E).